# Proasellus montalentii
Proasellus montalentii és una espècie de crustaci isòpode pertanyent a la família dels asèl·lids.

## Hàbitat
És una espècie demersal, la qual viu a l'aigua dolça.

## Distribució geogràfica
Es troba a Europa: Sicília (Itàlia).